# پردیس سینمایی رزمال
پردیس سینمایی رزمال پردیس سینمایی در مرکز خرید رزمال شهر تهران، ایران است.
این پردیس که در بزرگراه شهید خرازی واقع شده در مهر ۱۴۰۲ تأسیس شده و دارای ۷ سالن نمایش است.